# Labastide-Marnhac
Labastide-Marnhac é uma comuna francesa na região administrativa de Occitânia, no departamento de Lot. Estende-se por uma área de 28,87 km². Em 2010 a comuna tinha 1 257 habitantes (densidade: 43,5 hab./km²).